# 小行星7873
小行星7873（7873 Böll）是一颗绕太阳运转的小行星，为主小行星带小行星。该小行星于1991年1月15日发现。

## 轨道参数
小行星7873的轨道半长轴为2.6365168 UA，离心率为0.111。